# Цифровая революция
Цифровая революция (англ. Digital Revolution) — повсеместный переход от аналоговых технологий к цифровым , начавшийся в 1980-х годах и продолжающийся в первые десятилетия XXI века; коренные изменения, связанные с широким распространением информационно-коммуникационных технологий, начавшимся во второй половине XX века, и ставшие предпосылками информационной революции, которая, в свою очередь, предопределила процессы глобализации и возникновения постиндустриальной экономики. Основные движущие силы — широкое распространение вычислительной техники, прежде всего — персональных компьютеров, всеобъемлющее проникновение Интернета, массовое применение персональных портативных коммуникационных устройств.

По трансформационным масштабам иногда сравнивается с аграрной революцией в период неолита и промышленной революцией в XVIII—XIX веке; в контексте представлений о Второй промышленной революции второй половины XIX — начала XX веков иногда называется Третьей промышленной революцией (за которой следует четвёртая).